# Францишек Шимчик

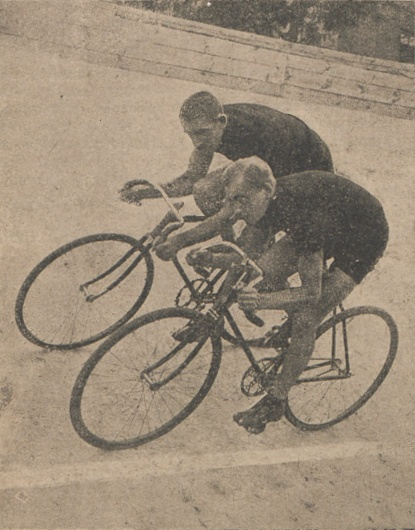
Францішек Шимчик і Юзеф Ланге на треку. 1922 рік.

Франці́шек Ксаверій Ши́мчик (пол. Franciszek Ksawery Szymczyk) (21 лютого 1892 Львів — 5 листопада 1976 Варшава — польський велосипедист, призер Олімпійських ігор, спортивний діяч. 
Навчався у київській політехніці та працював інженером-технологом хімічної галузі. На літніх Олімпійських іграх 1924 у Парижі здобув срібну медаль у командній гонці переслідування на 4000 метрів, а у гіті з ходу на 1000 метрів дійшов до чвертьфіналу.
Займався проектуванням велотреків, був членом президії польського НОК, віцепрезидентом, президентом Колегії суддів Польського союзу велосипедистів.